# Deh Riz
Pour les articles homonymes, voir Riz (homonymie).
 (mai 2017).
Deh Riz (persan : دهريز romanisé en Deh Rīz, Dehraz, et Deīrīz) est un village dans la province du Lorestan en Iran. Lors du recensement de 2006, sa population était de 1 549 habitants répartis dans 371 familles.